# Millers Lake
Millers Lake es un lugar designado por el censo ubicado en el condado de Lapeer en el estado estadounidense de Míchigan. En el Censo de 2020 tenía una población de 311 habitantes y una densidad poblacional de 162,71 habitantes por km². Fue incluido como CDP en el censo de 2020. Anteriormente formaba parte del CDP de Barnes Lake-Millers Lake.

## Geografía
Millers Lake se encuentra ubicado en las coordenadas 43°10′46″N 83°19′26″O / 43.17944, -83.32389. Según la Oficina del Censo de los Estados Unidos,  tiene una superficie total de 4,23 km², de la cual 3,91 km² corresponden a tierra firme y 0,32 km² a agua.